# Galerina steglichii
Galerina steglichii ist eine psychoaktive Pilzart aus der artenreichen Gattung der Häublinge. Er wurde 1993 in einem Gewächshaus des Botanischen Gartens der Universität Regensburg neu entdeckt. Seitdem sind keine neuen Funde bekannt geworden. Der Pilz hat durch den Gehalt an psychoaktiven Alkaloiden (Psilocybin und verwandte Verbindungen) eine gewisse Aufmerksamkeit erhalten. Er wird aber anders als Psilocybe-Arten soweit bekannt nicht tatsächlich als Rauschmittel genutzt.

## Merkmale
Der Hut ist 7 bis 13 Millimeter breit. Er ist dunkel hasel- bis kastanienbraun gefärbt mit hellerem Rand und einer durchscheinenden Riefung. Im Alter verfärbt er vor allem zum Rand hin nach blauschwarz. Jung ist er kegelartig bis halbkugelig, mit eingebogenem Rand, im Alter verflacht er, weist aber noch einen Buckel auf. Der Hutrand ist später emporgewölbt und manchmal wellig verbogen, seine Oberfläche glatt, matt, nicht schmierig oder klebrig. Der Stiel ist 12 bis 23 Millimeter lang bei einem Durchmesser von 0,8 bis 2,2 Millimeter. Er ist hohl, zur Basis leicht keulig verdickt und ähnlich dem Hut gefärbt, zur Spitze hin aber heller. Die meist 13 bis 15 recht entfernt stehenden Lamellen erreichen den Stiel und sind fast gerade angewachsen. Sie sind gelbocker gefärbt, im Alter rostfarben, das Sporenpulver rotbraun. Nur ganz junge Fruchtkörper weisen ein faseriges, blau- bis grüngraues Velum auf. Das Fleisch (Trama) ist im Hut blass holzfarben, im Stiel unterhalb der Ringzone dunkelbraun.
Die Sporen sind 8,5 bis 10 Mikrometer lang bei einer Breite von 5 bis 5,8 Mikrometer, bräunlich gefärbt, mandel- bis zitronenförmig und warzig. Sie weisen eine sogenannte Plage auf (das ist ein deutlich umgrenztes glattes Areal in der ansonsten warzigen Oberfläche, wichtiges Bestimmungsmerkmal der Hymenogastraceae). Eine Haube der Sporenmembran (Kalyptra) fehlt ihnen. Die Basidienschicht weist sogenannte Zystiden, das sind große, sterile Zellen, auf. Die Cheilozystiden (an der Lamellenschneide) und Pleurozystiden (auf der Lamellenseite) erreichen 30–50 mal 12–18 μm, sie sind breit spindelig-bauchig, oft mit breitem Kopf, am oberen Ende teilweise mit harzig-öligen Ausscheidungen. Die Basidien haben eine Basalschnalle.
Der Pilz enthält die Alkaloide  Psilocybin, Psilocin und Baeocystin und wirkt damit vermutlich halluzinogen. Giftige Indolalkaloide, Amatoxine oder Phallotoxine wurden nicht gefunden. Der Psilocybingehalt wurde schon bei der Erstbeschreibung erkannt und in einer späteren Untersuchung bestätigt.

## Vorkommen
Der Pilz wuchs beim bisher einzigen bekannten Vorkommen im Gewächshaus gesellig auf Torfhumus, zwischen Pflanztöpfen. Dabei handelt es sich mit Sicherheit um einen Sekundärstandort, auf den er, mit Substrat oder Pflanzenballen, eingeschleppt wurde. Seine eigentliche Heimat ist unbekannt.

## Taxonomie und Systematik
Galerina steglichii wurde von dem am Institut für Botanik an der Universität in Regensburg arbeitenden Botaniker und Mykologen Helmut Besl (1944–2013) entdeckt und erstbeschrieben und nach dem Chemiker Wolfgang Steglich benannt. Er ordnete ihn innerhalb der sehr artenreichen Gattung Galerina der Sektion Physocystis in der Untergattung Galerina zu. Diese wurde allerdings in späteren Arbeiten als nicht monophyletisch erkannt.
Es handelte sich zum Zeitpunkt der Erstbeschreibung um den einzigen psilocybinhaltigen Pilz der Gattung Galerina. Spätere Untersuchungen erwiesen allerdings, dass die bisherige Gattung Psilocybe nicht monophyletisch ist und wohl eine Reihe von Arten eher nach Galerina gehören könnten. Auch die Gattung Galerina selbst ist nicht monophyletisch. Galerina steglichii selbst wurde bisher nicht molekular getestet, andere Arten der Sektion Physocystis wurden an verschiedenen Stellen, teilweise in einer Schwestergruppe zu Naucoriopsis ermittelt, so dass die Zugehörigkeit zur Gattung auch nach einer (bisher nicht erfolgten) Aufsplittung wahrscheinlich erscheint.